# Ascyltus opulentus
Espèce
Synonymes
- Attus opulentus Walckenaer 1837

Ascyltus opulentus est une espèce d'araignées aranéomorphes de la famille des Salticidae.

## Distribution
Cette espèce est endémique des Tonga.

## Publication originale
- Walckenaer, 1837 : Histoire naturelle des insectes. Aptères. Paris, vol. 1, p. 1-682 (texte intégral).